# 1220 Crocus
Az 1220 Crocus (ideiglenes jelöléssel 1932 CU) a Naprendszer kisbolygóövében található aszteroida. Karl Wilhelm Reinmuth fedezte fel 1932. február 11-én, Heidelbergben.